# Rózsavölgyi Márk
Rózsavölgyi Márk, eredetileg Rosenthal Markusz (Balassagyarmat 1788 körül – Pest, 1848. január 23.)  magyar zeneszerző, hegedűművész, a csárdás „atyja”, Rózsavölgyi Gyula édesapja.

## Élete
Kereskedő család sarja, tanulmányait korán megkezdte és Prágában fejezte be, ahol egy ideig szépírással tartotta fenn magát. 1808-ban került Pestre, ahol mint első hegedűs működött a Magyar Színjátszó Társulatnál. 1813-ban Bajára költözött, itt volt a székhelye az 1819-es tűzvészig. Ekkor Pécsre ment, majd Temesváron volt hegedűs a színházi zenekarnál. 
1821 és 1833 között ismét Baján élt. Közben szinte az egész országot bejárta mint hegedűművész. Régi magyar nótákat, saját műdal szerzeményeit, ábrándjait, körmagyarjait és csárdásait játszotta mindenütt, igen gyakran minden kíséret nélkül. Szerzeményei ismertté váltak, több gyűjteményes kiadványban (Magyar Nóták Veszprém Varmegyéből) helyet kaptak.
1833-ban Pestre költözött, de tovább folytatta hangversenyútjait. 1837-ben a Pesti Magyar Színház (a későbbi Nemzeti Színház) megnyitására (1837. augusztus 22.) "Nemzeti Örömhangok" címmel művet írt. A színház első hegedűse, s zenekarának koncertmestere lett. Vándorszínészethez szokott lelke nem találta helyét az állandó kőszínház adta védettségnek, s hamarosan útra kelt.

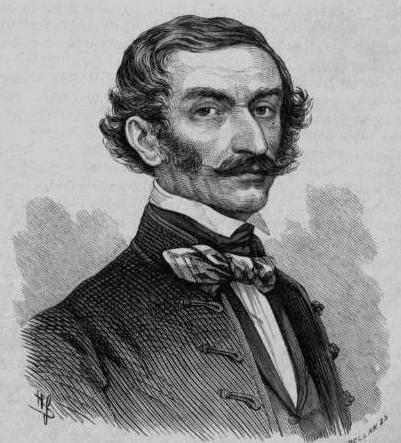
Rózsavölgyi Márk portréja a Vasárnapi Ujságban

Hangversenyeket adott Pápán, Győrben, Debrecenben, Pozsonyban. Első magyar Társastánc c., utóbb”- körmagyar”-ként ismertté vált műve 1842-ben jelent meg. Az 1840-es években cigányzenészekből állandó együttest szervezett, a Pilvax kávéházban muzsikált. 1845-ben még koncertezett Egerben, Nagyváradon és Nagykárolyban, s újabb vidéki hangversenykörútra indult, de betegsége miatt vissza kellett térnie Pestre. Nélkülözések közepette, betegen hunyt el Pesten.
Haláláig szoros barátság fűzte Petőfi Sándorhoz, aki 1844-ben a Pesti Divatlapban elismerő cikket írt játékáról. Emlékét a halálára írott "Vén muzsikus, mit vétettem én neked" kezdetű költeményében örökítette meg Petőfi.
A verbunkos zene egyik utolsó, igen magas színvonalú  képviselője volt, egyben az első csárdás-komponistánk. Közel 200 eredeti "magyar hangművet" írt, ahogy emlegette dalszerzeményeit. Dalai száma valószínűleg ennél jóval több lehetett, de 1813-ban háza leégett, kéziratainak ott lévő részei elpusztultak. A "Víg szeszély" című csárdás dalának dallamvilágát Liszt Ferenc feldolgozta a VIII-ik rapszódiájában.  Eredeti daljátéka a "Visegrádi kincskeresők" 1939. április 16-án debütált a Nemzeti Színház színpadán.
Rózsavölgyi Márk szobrát 2010-ben avatták Baján a Rózsavölgyi udvarban. Ugyanekkor Guinness-rekord született Baján, amikor 1597-en ropták egyszerre a csárdást a főtéren.
Fia, Rózsavölgyi Gyula, társalapítója volt Grinzweil Norberttel együtt a Rózsavölgyi Zeneműkiadónak 1850-ben.

## További irodalom
- Evva Lajos: Tánczzenénk teremtői. Vasárnapi Ujság, 1875. 6. sz. p. 82-83.
- Torday Lajos: Dalművek könyve – Bethlen Gábor Irodalmi és Nyomdai Rt. Kiadása, 1936
- Réti Zoltán: Rózsavölgyi Márk; előszó Bónis Ferenc; átdolg., bőv. kiad.; Athenaeum–Rózsavölgyi, Bp., 2001